# Охотников, Платон Михайлович
Плато́н Миха́йлович Охо́тников (ум. 1 сентября 1911) — действительный статский советник, предводитель дворянства Усманского уезда Тамбовской губернии, почётный мировой судья, землевладелец Тамбовской и Орловской губерний. Зять адмирала Г. И. Невельского, тесть Э. П. Беннигсена. Кавалер российских и румынских орденов.

## Биография
Родился в дворянской семье.

### Военная служба
Военную службу начал 6 августа 1868 года. 21 июля 1870 года из штандарт-юнкеров Николаевского кавалерийского училища произведен в корнеты конной гвардии. 31 марта 1874 года произведён в поручики. 27 марта 1877 произведён в штабс-ротмистры. 10 апреля 1877 года назначен в распоряжение Его Императорского Высочества Главнокомандующего действующей армии. 20 декабря 1877 года прибыл из командировки на фронт.
Участник русско-турецкой войны 1877—1878 годов. За проявленную храбрость и мужество в сражениях под Плевной и других был награждён несколькими орденами. 3 мая 1880 года вышел в отставку ротмистром с мундиром из Лейб-гвардии Конного полка.

### Гражданская служба
1883 — заведующий Бреславским военным конским участком Усманского уезда.
1887 — участковый мировой судья, позднее — почетный мировой судья.
1891 — Председатель съезда мировых судей Усманского уезда.
В 1893 году избирается предводитель дворянства Усманского уезда. Исполнял обязанности с 1893 по 1902. С 16 марта 1902 — по 20 января 1903 года был в отставке. Возобновил исполнение обязанностей предводителя дворянства в 1903—1905 годы. Председатель, член Усманского уездного съезда.
Действительный статский советник (6.12. 1904).
Имел родовые имения в Тамбовской (2 500 дес.) и Орловской (1100 дес.) губениях.

### Общественная деятельность
Был активным земским деятелем. Избирался гласным Усманского земского уездного собрания. Состоял членом санитарного съезда. Возглавлял уездную сельскохозяйственную комиссию.
Занимался меценатством и благотворительностью. Являлся председателем Охотниковской богадельни с приютом для малолетних сирот в г. Усмани Тамбовской губернии, состоявшей под покровительством Её Императорского Величества императрицы Марии Фёдоровны. Состоял Почетным смотрителем Усманской низшей ремесленной школы. В 1904 году пожертвовал ремесленной школе «в вечные времена» 150 рублей на учреждение стипендии для обучения бедных учеников. Земством стипендии было присвоено имя Платона Михайловича.  Состоял попечителем Березнеговского народного училища,

## Семья
Жена — Александра Геннадьевна, в девичестве Невельская (8 апреля 1858 − 1929, Париж). Попечительница Березнеговского народного училища Березнеговской земской школы,

#### Дочери
- Екатерина (1880—1972) — замужем с 1900 года за Эммануилом Павловичем Беннигсеном[22].
- Мария (1882-?) — замужем с 1905 года за Глебом Анатольевичем Данилевским (? — 25 февр. 1929, Франция)[23]. Состояла попечительницей Березнеговского народного училища в 1904 году[24] .
- Ольга (1884 -?) — данных нет.

#### Сыновья
- Александр (1883- ?) . По сведениям на 1914 год — отставной поручик гвардии, депутат Тамбовского губернского Дворянского Собрания[25], гласный губернского земского собрания[26], почетный мировой судья[27], председатель совета Охотниковской богадельни[28].
- Борис (1886-?) — данных нет.

## Награды

### Ордена
- 1877 — Святого Станислава 3-й степени с мечами и бантом «за мужество и отвагу при Уфлани»[3]
- 1877 — Святого Владимира 4-й степени с мечом и бантом « за мужество и отвагу при Ески-Загре, Ени-Загре и Джуранли»[2][3]
- 1878 — Святого Станислава 2-й степени с мечами «за мужество и отвагу при Плевне»[2][3]

### Медали
- В память войны 1877—1878 годов
- В память царствования императора Александра III[2]

#### Иностранные
- Кавалер Ордена Звезды Румынии
- Крест «За переход через Дунай» (Румыния)
- Золотая медаль «За военные достоинства» (Румыния)[2]